# Mark Colleano
Mark Colleano (Milano, 4 marzo 1955) è un attore italiano di origine statunitense.
Attivo dal 1965 in cinema e televisione, è conosciuto particolarmente per la sua interpretazione, da adolescente, nei film d'avventura I ragazzi della via Paal, del 1969, e I lupi attaccano in branco, del 1970.

## Filmografia

### Cinema
- I ragazzi della via Paal (A Pál utcai fiúk), regia di Zoltán Fábri (1969)
- I lupi attaccano in branco (Hornets' Nest), regia di Phil Karlson, Franco Cirino (1970)
- Cavalieri selvaggi (The Horsemen), regia di John Frankenheimer (1971)
- L'amante di Lady Chatterley (Lady Chatterley's Lover), regia di Just Jaeckin (1981)
- Control, regia di Tim Hunter (2004)

### Televisione
- ABC Stage 67 – serie TV, episodio 1x07 (1966)